# Энна Мак Мурхада
Энна Мак Мурхада (также известен как Энна мак Доннхада, Энна мак Доннхада мак Мурхада и Энда Мак Мурхада; ум. в 1126) — король Лейнстера (1117—1126) и Дублина (1122—1126), представитель Мак Мурхада, ветви династии Уи Хеннселайг.

## Биография
Энна был сыном Доннхада мак Мурхада, короля Лейнстера (1098—1115). У Доннхада было ещё два сына: один был убит в 1115 году, а другого звали Диармайт (ум. 1171). Ещё в 1040-х годах Диармайт мак Маэл-на-м-Бо из династии Уи Хеннселайг (ум. 1072) укрепился на королевском престоле в Лейнстере. В 1063—1072 годах Диармайт мак Маэл-на-м-Бо занимал трон верховного короля Ирландии. В 1052 году он захватил Дублинское королевство, посадив здесь на престоле своего старшего сына и наследника Мурхада (ум. 1070). Энна мак Мурхада и его ближайшие родственники происходили из линии Мак Мурхада, ветви династии Уи Хеннселайг, которая была названа в честь Мурхада, старшего сына Диармайта мак Маэла-на-м-Бо.
В 1117 году после смерти своего двоюродного брата Диармайта Мак Энны (ум. в 1117), короля Лейнстера и Дублина, Энна Мак Мурхада унаследовал королевский престол Лейнстера.
В 1118 году король Коннахта Тойрделбах Уа Конхобайр (1088—1156) захватил Дублинское королевство, изгнав из Дублина Домналла Геррламкаха Уа Бриайна (ум. 1135). В 1122 году, согласно «Анналам Ульстера», верховный король Ирландии Тойрделбах Уа Конхобайр передал Дублин королю Лейнстера Энне Мак Мурхаде в качестве своего вассала.
В 1124 году Энна Мак Мурхада участвовал в восстании под руководством Кормака Маккарти (ум. 1138), короля Десмонда, против верховной власти Тойрделбаха Уа Конхобайра. Согласно «Анналам Тигернаха», Тойрделбах Уа Конхобайр прибыл в Дублин, где передал королевский престол Энне.
«Анналы Инишфаллена», «Анналы Тигернаха» и «Анналы четырёх мастеров» сообщают о смерти Энны мак Мурхады в 1126 году, а в «Лейнстерской книге» упоминается, что Энна скончался в Уэксфорде в 1126 году. Ему наследовал его младший брат Диармайт Мак Мурхада (1110—1171).
В 1127 году верховный король Ирландии Тойрделбах Уа Конхобайр назначил новым королём Дублина своего старшего сына Конхобара (ум. 1144). Тойрделбах также вторгся в королевство Лейнстер и сверг с престола Диармайта Мак Мурхаду. В 1132 году при помощи лейнстерских кланов Диармайт Мак Мурхада вернул себе королевский престол.